# Фредрік Стенман
Фредрік Стенман (швед. Fredrik Stenman, нар. 2 червня 1983, Мункторп) — шведський футболіст, захисник.
Насамперед відомий виступами за клуби «Юргорден» та «Гронінген», а також національну збірну Швеції.

## Клубна кар'єра
У дорослому футболі дебютував 1999 року виступами за «Вестерос», в якому провів три сезони, взявши участь у 28 матчах чемпіонату.
Протягом 2002–2003 років захищав кольори команди клубу «Ельфсборг».
Своєю грою за останню команду привернув увагу представників тренерського штабу клубу «Юргорден», до складу якого приєднався в липні 2003 року. Відіграв за команду з Стокгольма наступні два з половиною сезони своєї ігрової кар'єри. Більшість часу, проведеного у складі «Юргордена», був основним гравцем захисту команди.
В листопаді 2005 року був проданий за €800 000 до клубу «Баєр 04», у складі якого провів наступні два роки своєї кар'єри гравця.
До складу клубу «Гронінген» приєднався 2007 року. Всього відіграв за команду з Гронінгена 117 матчів в національному чемпіонаті.
21 березня 2011 року на правах вільного агента підписав контракт з бельгійським «Брюгге», в якому провів три роки, лише епізодично виходячи на поле у складі.
Влітку 2014 року повернувся на батьківщину, ставши гравцем добре йому відомого «Юргордена». Але й тут не зміг стати гравцем основного складу і влітку 2015 року його контракт з клубом не було подовжено.

## Виступи за збірні
Протягом 2003–2005 років залучався до складу молодіжної збірної Швеції, у складі якої зіграв на молодіжному чемпіонаті Європи 2006 року, де збірна зайняла четверте місце. Всього на молодіжному рівні зіграв у 26 офіційних матчах, забив 1 гол.
25 травня 2006 року дебютував в офіційних матчах у складі національної збірної Швеції. Проте майже за рік, провівши лише 2 матчі, втратив місце у збірній і не викликався до лютого 2011 року, після чого знову повернувся до збірної. До 2011 року провів у формі головної команди країни лише 3 матчі, після чого до її лав не залучався.
У складі збірної був учасником чемпіонату світу 2006 року у Німеччині, проте на поле жодного разу так і не вийшов.

## Статистика виступів

### Статистика клубних виступів
Станом на 16 січня 2012 року
| Сезон   | Команда     | Ліга        | Ігор | Голів |
| ------- | ----------- | ----------- | ---- | ----- |
| 1999    | «Вестерос»  | Супереттан  | 0    | 0     |
| 2000    | «Вестерос»  | Супереттан  | 1    | 0     |
| 2001    | «Вестерос»  | Супереттан  | 27   | 3     |
| 2002    | «Ельфсборг» | Аллсвенскан | 23   | 0     |
| 2003    | «Ельфсборг» | Аллсвенскан | 13   | 0     |
| 2003    | «Юргорден»  | Аллсвенскан | 11   | 0     |
| 2004    | «Юргорден»  | Аллсвенскан | 26   | 3     |
| 2005    | «Юргорден»  | Аллсвенскан | 26   | 5     |
| 2005-06 | «Баєр 04»   | Бундесліга  | 15   | 0     |
| 2006-07 | «Баєр 04»   | Бундесліга  | 13   | 0     |
| 2007-08 | «Гронінген» | Ередивізі   | 28   | 0     |
| 2008-09 | «Гронінген» | Ередивізі   | 27   | 0     |
| 2009-10 | «Гронінген» | Ередивізі   | 30   | 2     |
| 2010-11 | «Гронінген» | Ередивізі   | 38   | 2     |
| 2011-12 | «Брюгге»    | Ліга Жупіле | 7    | 0     |

## Досягнення
- Чемпіон Швеції: 2003, 2005
- Володар Кубка Швеції: 2004, 2005